# Promjenljiva zvijezda
Promjenljiva zvijezda, promjenljiva ili promjenljivica zvijezda je čija se promjena sjaja može uočiti tijekom, u astronomskim razmjerima, kratkog vremenskog intervala (sati, dani, godine), a nije uzrokovana pojavama u atmosferi Zemlje.
Većina zvijezda sjaji skoro posve stalnim sjajem, samo 1 % od svih zvijezda su promjenljive zvijezde. Naše Sunce je dobar primjer zvijezde koja svijetli gotovo posve stalnim sjajem (sjaj se mijenja svega 0,01 % tijekom 11-godišnjeg Sunčevog ciklusa).

## Povijest
Godine 1572. i 1604. promatrane su pojave supernova. Njemački astronom David Fabricius je 1596. godine zabilježio da se sjaj zvijezde omicron Ceti periodički mijenja. Godine 1642. toj je zvijezdi poljski astronom Johannes Hevelius dao latinski naziv Mira Stella (hrv. „čudnovata zvijezda”). 
Talijanski astronom Geminiano Montanari je 1669. primijetio da Algol mijenja sjaj. Englez John Goodricke je 1782. pretpostavio da se radi o pomrčinskoj promjenljivici. Goodricke je 1784. otkrio deltu Cefeja, prvu cefeidu. Broj novootkrivenih promjenljivica uvelike se povećao nakon 1890. kada se u astronomiji počela primjenjivati fotografija.
U posljednjem izdanju General Catalouge of Variable Stars (GCVS) iz 2003. katalogizirano je približno 40 000 promjenljivih u našoj galaksiji i oko 10 000 u drugim galaksijama, osim toga oko 14 800 promjenljivih uvršteno je u New Catalogue of Suspected Variable Stars (NSV).

## Promatranja
Promjenljive zvijezde proučavaju se primjenom fotometrije, spektrofotometrije i spektroskopije.
Najpoznatije metode vizualne fotometrije su Pogsonova, Pickeringova i Argelanderova. Sve se zasnivaju na uspoređivanju sjaja promjenljive zvijezde s jednom ili više poredbenih zvijezda konstantnog sjaja. Navedene metode razlikuju se prema načinu kojim se to uspoređivanje vrši. Tako se kod interpolacijske Pickeringove metode sjaj promjenljive “umetne” između sjajeva dviju poredbenih, dok se Argelanderova metoda temelji na tzv. stupnju, najmanjoj razlici sjaja koju je oko fiziološki u stanju registrirati.
Kada se prikupi više pojedinačnih podataka o sjaju promjenljivice, može se pristupiti konstruiranju krivulje sjaja. Na horizontalnu os se nanosi vrijeme promatranja, najčešće u julijanskim danima, a na vertikalnu os se stavljaju vrijednosti sjaja u prividnim zvjezdanim veličinama (vizualnim magnitudama). S krivulje je moguće odrediti mnoge važne parametre kao što je period promjene sjaja, trenutke maksimuma (najveći sjaj promjenljivice) za fizički promjenljive, odnosno minimuma za pomrčinske zvijezde koji se daje u julijanskim danima, amplitudu promjene sjaja i dr.
Razvijene su metode promatranja, čijom primjenom te organiziranim, kontinuiranim radom i astronomi amateri mogu postići rezultate velike znanstvene vrijednosti, primjer za to je The American Association of Variable Star Observers (AAVSO) iz Cambridgea (MA). Ova najveća međunarodna udruga promatrača promjenljivih zvijezda raspolaže s jedinstvenom bazom podataka koja se sastoji od preko 14 milijuna promatranja prikupljenih od 1911. godine do naših dana. U sklopu programa AAVSO poznati hrvatski promatrač promjenljivih zvijezda Marino Fonović izvršio je 50 000 vizualnih, fotoelektričnih i CCD fotometrijskih opažanja promjenljivica, što je rekord u svjetskim razmjerima.

## Nomenklatura
U atlasima i katalozima promjenljive zvijezde se obilježavaju velikim slovima, počevši od R. Tako se nižu R, S, T, U itd. Uz slovo se stavlja drugi padež latinskog naziva zviježđa u kojem se promjenljivica nalazi, tako npr. R Draconis označava promjenljivu zvijezdu R u zviježđu Zmaja (Draco). Kad se iskoriste sva slova do kraja abecede, prelazi se na dupliranje pa tako primjerice imamo AB, AZ, BB, BR, RS, TT itd. Nakon što se iscrpe sve kombinacije sa slovima, prelazi se na oznaku V uz koju dolazi neki broj nakon broja 334. Tako npr. V1016 Cygni označava 1016-u promjenljivu zvijezdu u zviježđu Labuda (Cygnis).

## Klasifikacija promjenljivih zvijezda
Sjaj zvijezda se mijenja iz mnogo razloga. On se može mijenjati kroz nekoliko zvjezdanih veličina, ali i tako slabo da to opažamo samo osjetljivim fotometrom. Nekim se zvijezdama sjaj mijenja pravilno ili skoro pravilno, druge najednom izblijede ili nenadano planu. Promjena se može odvijati u višegodišnjim ciklusima, ali i u samo nekoliko sekundi.
Fizički promjenljive zvijezde se razlikuju na pomrčinske, pulsirajuće i kataklizmičke.
Promjenljive zvijezde možemo podijeliti u dvije osnovne skupine: intrinzične ili fizičke promjenjive zvijezde te na ekstrinzične promjenjive zvijezde, ovisno o vrsti promjenjive zvijezde, promjene sjaja mogu varirati od tisućinke magnitude sve do dvadeset magnituda tijekom perioda od jedne sekunde do više godina. Do danas je zabilježeno više od 150 000 promjenjivih zvijezda, a tisuće zvijezdâ čekaju potvrdu tog statusa.
- Intrinzične ili fizički promjenljive zvijezde: mijenjaju sjaj zbog fizikalnih procesa u samoj zvijezdi,[5] one se mogu podijeliti u tri podgrupe:
  - Pulsirajuće promjenljivice: su zvijezde koje se skupljaju i šire (pulsiraju) s periodom od nekoliko dana ili mjeseci (pr. cefeide)[5]
  - Eruptivne promjenljivice: odlikuju se izbacivanjem materije zvijezde u obliku erupcije što za posljedicu ima povećanje sjaja određenih područja na zvijezdi. Neke ispuštaju oblake ugljika koji ih iznenada sakriju.
  - Kataklizmičke promjenljivice: zvijezde koje jako promijene sjaj nakon što dožive neku naglu, veliku promjenu. Među njih ubrajamo nove i supernove.
- Ekstrinzične[5] tj. pomrčinske i vrteće promjenljive zvijezde: mijenjaju sjaj zbog vanjskih uzroka, koji mogu biti rotacija i pomrčine. Ovdje imamo dvije podgrupe:
  - pomrčinske Pomrčinske (eklipsne)[5] promjenljivice: to su dvojne zvijezde čije se sastavnice gibaju u ravnini promatrača na Zemlji tako da na dijelu staze periodično prekrivaju jedna drugu.
  - Rotirajuće (vrteće) promjenljivice: njihova je površina neravnomjerno prekrivena golemim pjegama sličnim Sunčevim, vrtnjom zvijezde pojavljuju se različite skupine pjega, pa se njezin sjaj mijenja.

Ove podgrupe se dalje dijele na pojedinačne tipove zvijezda koje su ime dobile po svojem prototipu, karakterističnom predstavniku. Tako se patuljaste nove nazivaju zvijezdama tipa U Geminorum po prvoj, istoimenoj promjenljivoj zvijezdi iz ove skupine, koju je 1855. godine otkrio engleski astronom John Russell Hind.

## Fizički promjenljive zvijezde

### Pulsirajuće promjenljive zvijezde
Većina zvijezda iz ove skupine pulsiraju tako da se skupljaju i šire. Među pulsirajućim promjenljivim zvijezdama razlikujemo dvije velike skupine:
- Cefeide - imaju kratke periode (nekoliko dana ili mjeseci), stabilan period promjene sjaja jedno je od najvažnijih obilježja cefeida.
- Dugoperiodične promjenljivice – njihovi periodi su duži, do 1000 dana, sjaj zvijezde se mijenja manje pravilno.

#### Cefeide
Cefeide (ime su dobile po delti Cefeja) su žuti i crveni superdivovi (spektralnog tipa A – M) koji pulsiraju vrlo pravilno. Period pulsiranja cefeide povezan je s njezinim apsolutnim sjajem.

##### Delta cefeide
Delta cefeide se odlikuju vrlo postojanim i dugim periodima promjene sjaja koji mogu biti između 1,5 i 50 dana. U novije vrijeme pronađene su cefeide s periodima dužim od 100 dana. Amplitude promjene sjaja razlika su prividnih veličina u maksimumu i minimumu sjaja. Mogu se kretati u intervalu 0,2 – 2,0 zvjezdane veličine. Karakterističan predstavnik zvijezda ovog tipa je delta Cephei. Delta cefeide pripadaju zvijezdama spektralnog tipa F, G i K, njihove apsolutne magnitude dosežu do –6 (što znači da mogu biti 10 000 puta sjajnije od Sunca). Vrijeme potrebno da se njihov sjaj poveća i opet smanji govori nam koliki je njihov apsolutni sjaj. Usporedimo li potom tu veličinu s prividnim sjajem cefeide, lako možemo izračunati koliko je ona od nas udaljena. Cefeide su stoga osobito važne u astronomiji zato što omogućuju određivanje udaljenosti i izvan naše galaksije.

##### W Virginis
Vrlo su slične cefeidama, no one su starije zvijezde II. populacije, siromašnije težim elementima. Periodi promjene sjaja kod ovih zvijezda variraju od 2 do 45 dana s amplitudama od 0,3 do 1,2 magnituda, no za jednak period magnituda im je manja od cefeida budući da su one dio populacije I zvijezda u Mliječnoj stazi.

##### RR Lyrae
Slične su cefeidama, ali imaju nešto manji luminozitet. To su stare zvijezde II. populacije, mase otprilike jednake Sunčevoj. Najčešće pripadaju kuglastim skupovima. Sve one vrlo brzo mijenjaju svoj sjaj, periodi iznose između 0,05 i 1,2 dana, pritom im se sjaj najčešće mijenja za jednu zvjezdanu veličinu. Sve su otprilike iste mase i starosti te se nalaze na istom evolucijskom stadiju zvijezda gdje helij počinje sagorijevati u jezgri. Kako su im apsolutne magnitude određene, mogu se izračunati udaljenosti do kuglastih skupova te tako služe kao standardne svijeće.

##### Delta Scuti
Pripadaju spektralnim tipovima A0 – F5, amplitude promjene sjaja su im od 0,003 do 0,9 magnituda, periodi su im 0,01 do 0,2 dana. Promjenljive te vrste nastanjuju područje galaktičke ravnine.

##### SX Phoenicis
Slične su promjenljivicama tipa delta Scuti, pripadaju spektralnim razredima A2 – F5. Najčešće se opažaju u kuglastim skupovima. Sjaj im se mijenja s amplitudom 0,7 magnituda, periodi su im 1 – 2 sata.

#### Plavo-bijele promjenljivice s ranim spektrima (O i B)
Plavobijele zvijezde, divovi, s malim promjenama sjaja i kratkim periodima

##### Beta Cephei
Imaju veoma kratke periode, od 0,1 do 0,6 dana. Kolebanje sjaja nije im veliko, kreće se u rasponu od 0,03 do 0,3 magnitude. Izrazito masivne zvijezde koje pripadaju spektralnim tipovima od O8 do B6.

##### PV Telescopii
Zvijezde ove skupine su superdivovi sazdani od helija s periodima 0,1 – 1 dan i prosječnim amplitudama promjene sjaja od 0,1 magnitude.

#### Dugoperiodične i polupravilne promjenljivice
Crveni divovi koji zbog slabe gravitacije na svojoj površini ne mogu u dovoljnoj mjeri kontrolirati svoje vanjske slojeve pa polako pulsiraju kroz vremenski razmak od nekoliko mjeseci i godina. Dužina perioda varira od ciklusa do ciklusa.

##### Miride
Miride su vrlo hladni crveni superdivovi, zvijezde spektralnog razreda M, S ili C koje u svojim spektrima pokazuju emisijske linije, koji pulsiraju vrlo sporo. Period promjene sjaja Mirida je između tri mjeseca i tri godine, amplitude su od 2,5 pa sve do 11 magnituda. Većina je perioda od 180 do 360 dana tako da ih se nekad naziva i dugoperiodičnim promjenjivim zvijezdama. Najpoznatija od pulsirajućih zvijezda je Mira Ceti, točnije omicron Ceti. Njezin sjaj se mijenja od 2 do 10 magnitude s periodom od otprilike 332 dana, a njen radijus iznosi oko 2 astronomske jedinice.

##### Polupravilne promjenljivice
Crveni superdivovi čija je periodičnost promjene sjaja manje izrazita od mirida. Amplitude polupravilnih promjenljivih su manje nego u mirida (manje od 2,5 magnitude). Poznati primjer za polupravilne promjenljive zvijezde je Betelgez. Betelgez u Orionu koji ima period od oko 2070 dana i promjenu sjaja između 0,1 i 1,1 magnitude.

##### RV Tauri
Žuti pulsirajući superdivovi s polupravilnim ciklusima promjene sjaja u trajanju od 30 do 100 dana s amplitudama od 3-4 magnitude. U maksimumu sjaja pokazuju spektar F ili G, a u minimumu sjaja spektralne razrede K ili M.

#### Nepravilne promjenljivice
Crveni superdivovi u čijim promjenama sjaja nema pravilnosti ili se jedva naziru.

#### Alfa Cygni
Promjenljivice tipa alfa Cygni su superdivovi s neradijalnim pulsacijama spektralnih razreda Bep do AepIa. Njihovi periodi variraju od nekoliko dana do nekoliko tjedana, s prosječnom ampliutdom promjene sjaja 0,1 magnituda. Sjaj im se mijenja nepravilno. Prototip ove skupine promjenljivica je zvijezda Deneb u zviježđu Labuda (Cygnus).

#### Pulsirajući bijeli patuljci
Te neradijalno pulsirajuće zvijezde imaju kratke periode od nekoliko stotina do tisuća sekundi, s malim fluktuacijama sjaja od 0,001 do 0,2 magnitude. Poznati tipovi pulsirajućih bijelih patuljaka obuhvaćaju: obične bijele patuljke tipa DAV (tip ZZ Cet) u čijim atmosferama dominira vodik i imaju spektar DA. Slijede patuljci tipa DBV (tip V777 Her) s dominantnim helijem u atmosferi i spektrom tipa DB. I naposljetku imamo patuljke tipa GV Vir s atmosferama bogatim helijem, uljikom i kisikom. Zvijezde tipa GW Vir mogu se dalje podijeliti na zvijezde tipa DOV i PNNV.

### Eruptivne promjenljivice

#### Protozvijezde
Zvijezde u stadiju rasta od sažimajućeg oblaka međuzvjezdanog plina i prašine. U tom procesu energija gravitacijskog polja prelazi u toplinu što dovodi do paljenja termonuklearnog izvora energije. Mnoge protozvijezde pokazuju nepravilne promjene sjaja.

##### Herbig Ae/Be zvijezde
Promjenljivost masivnih (2 – 8 puta Sunčeve mase) Herbig Ae/Be zvijezda uzrokovana je plinovito-prašnastim nakupinama koje kruže u disku oko zvijezde.

##### T Tauri
Mlade nepravilno promjenljive zvijezde manje mase i kasnijeg spektralnog razreda, u stadiju gravitacijskog sažimanja. Okružene su protozvjezdanom maglicom sazdanom od plina i prašine. Amplitude promjene sjaja mogu doseći nekoliko magnituda. Promjenljivost sjaja zvijezda tipa T Tauri uzrokovana je pjegama na zvjezdanoj površini i plinovito-prašinastim zgušnjenjima koja kruže u disku oko zvijezde.

##### FU Orionis
Mlade promjenljive zvijezde spektralnih razreda A do G, stadij u razvoju T Tauri zvijezda. Sjaj FU Ori se 1936. povećao za 6 veličina i od tada je ostao na istoj razini.

#### Promjenljivice glavnog niza

##### Wolf-Rayetove zvijezde
Zvijezde tipa Wolf-Rayet su malobrojne masivne zvijezde visokih temperatura (35 000 – 100 000 K) u kojih zbog periodičnih izbačaja tvari dolazi do promjene sjaja u prosjeku za 0,1 magnitudu. Uz jednostavan apsorpcijski spektar one pokazuju snažne i široke emisijske linije ioniziranog helija te linije dušika, ugljika i kisika.

##### Bljeskovite zvijezde (promjenljivice tipa UV Ceti)
Te zvijezde iznenada za samo 1 – 2 minute povećaju sjaj za 2 – 3 magnitude a nakon toga za manje od jednog sata sjaj padne na prijašnju vrijednost. Tipičan predstavnik ove skupine zvijezda UV Ceti je bliski dvojni sustav čije su obje komponente crveni patuljci spektralnog tipa M5e. Njihova ukupna masa iznosi jedva 0,08 Sunčeve mase. Nekoliko najbližih crvenih patuljaka su bljeskovite zvijezde, uključujući Proximu Centauri i Wolf 359.

#### Divovi i superdivovi

##### Plave promjenljive zvijezde velikog luminoziteta
Poznate su i kao promjenljivice tipa S Doradus nazvane po najluminoznijoj zvijezdi koja pripada toj skupini. Ova skupina uključuje i hiperdivove eta Carinae i P Cygni.

##### Gama Cassiopeiae
Promjenljivice tipa gama Cassiopeiae su zvijezde spektralnog razreda BIII-IVe čiji sjaj varira nepravilno s amplitudama do 1,5 magnitude. Promjenljivost sjaja uzrokovana je izbacivanjem tvari u ekvatorijalnim područjima zvijezde zbog njene vrlo brze rotacije.

##### R Coronae Borealis
R Coronae Borealis predstavnica je malobrojne skupine nepravilnih promjenljivih zvijezda koje veći dio svog ciklusa provode u maksimumu sjaja. Tokom nekoliko godina zvijezda ima relativno postojan sjaj oko šeste magnitude (apsolutni maksimum 5,85 m u području V), potom iznenada nastupi aktivno razdoblje kada sjaj zvijezde počinje slabiti. U nekoliko tjedana (30 – 35 dana) njen sjaj može pasti sve do prividne magnitude 14,8. U nekim prilikama smanjenje sjaja biva ograničeno na tri do četiri magnitude. Minimumi obično traju nekoliko mjeseci, međutim s povremenim manjim oscilacijama mogu se produžiti na nekoliko godina. Zvijezda R CrB je div s mnogo ugljika u atmosferi, pa zvjezdani vjetar povremeno stvara ovojnicu od ugljene prašine, koja zastire zvijezdu.

#### Eruptivne dvojne zvijezde

##### RS Canum Venaticorum
To su bliski dvojni sustavi s dugoperiodičnim (1 – 4 godine) aktivnostima u kromosferi, uključujući baklje. Ta aktivnost donekle podsjeća na cikluse Sunčeve aktivnosti. Zvijezde su izvor radiovalova, ultraljubičastog i rendgenskog zračenja.

### Kataklizmičke i eksplozivne promjenljive zvijezde

#### Supernove
Pojava supernove je eksplozija zvijezde tijekom koje ona može nakratko nadmašiti sjaj cijele matične galaksije. Sjaj zvijezde može porasti više od 20 magnituda. 
Supernove tipa I.a nastaju u bliskim dvojnim sustavima u kojima je jedna zvijezda bijeli patuljak. Materijal prelazi s pratioca na bijelog patuljka sve dok njegova masa ne prijeđe Chandrasekharovu granicu. Tada se bijeli patuljak počne urušavati što je praćeno povećanjem temperature, uslijedi fuzija ugljika koja gotovo istovremeno zahvati cijelu unutrašnjost zvijezde i ona eksplodira kao supernova. U eksploziji bijeli patuljak se u potpunosti raspadne. 
Supernove tipa I.b i I.c kao i supernove tipa II. nastaju kad se uruši željezna jezgra masivne zvijezde čiji vanjski slojevi eksplodiraju. Ovisno o preostaloj masi u središtu ostaje neutronska zvijezda ili crna rupa.

#### Nove
U bliskom dvojnom sustavu bijeli patuljak svojom gravitacijom privlači vodik sa zvijezde pratioca i skuplja atmosferu. Plin se nakuplja sve dok se ne dogodi termonuklearna fuzija tijekom koje sjaj sustava naglo i značajno poraste. Nakon nekoliko tjedana vodik biva potrošen i fuzija prestane, sjaj se vraća na vrijednost koju je imao prije pojave nove. Eksplozija se ponavlja u tzv. povratnih novih, mnogo češće slabija eksplozija javlja se u patuljastih novih.

#### Patuljaste nove
Po načinu promjene sjaja novima su slične patuljaste nove, koje stvaraju mnogo manje dramatične bljeskove i oni se ponavljaju nakon nekoliko dana ili mjeseci. To su tijesni dvojni sustavi u kojima materija koja se iz jedne zvijezde – najčešće žućkastog subpatuljka – pretače u bijelog patuljka može izazvati dramatične provale, koje vidimo kao povremene izbačaje sjaja. Imamo tri podvrste patuljastih nova:
- U Geminorum: izbačaji sjaja traju 5 – 20 dana a ponavljaju se u ciklusima od nekoliko stotina dana. Tijekom izbačaja sjaj se obično mijenja od 2 – 6 magnituda. U ovoj skupini nesumljivo je najpoznatija SS Cygni. U vrijeme minimalnog sjaja SS Cygni ima prosječno 12,1 magnituda, međutim u razmacima koji variraju između 30 i 90 dana, za samo dva do tri dana poveća sjaj do 8,2 magnituda.
- Z Camelopardalis: podvrsta patuljaste nove čiji se sjaj poslije provale neko vrijeme zadrži na istoj razini.
- SU Ursae Majoris: zvijezde koje imaju češće male izbačaje i rjeđe, znatno veće, superizbačaje (eng. superoutbursts). To su tijesni dvojni sustavi s orbitalnim periodima do 2,5 sata.

#### Z Andromedae – simbiotske zvijezde
Bliske dvojne zvijezde koje se nalaze zajedničkoj plinovitoj atmosferi, pa možemo reći da su zvijezde u simbiozi s međuzvjezdanom tvari. Od materijala bogatog vodikom koji struji s hladnog crvenog diva oko bijelog patuljka nastane plinoviti disk. Disk raste sve dok se ne zapali vodik na površini bijelog patuljka. Sjaj zvijezda poraste za oko 4 magnitude u trajanju od nekoliko godina.

## Rotirajuće (vrteće) i pomrčinske promjenljivice

### Rotirajuće promjenljivice

#### Nesferične promjenljivice
Zvijezde nesferičnog oblika mijenjaju sjaj zbog nestalne veličine površine okrenute prema promatraču.

#### Zvijezde s pjegama
Zvijezde čija je površina prekrivena golemim pjegama sličnim Sunčevim. Vrtnjom zvijezde pojavljuju se različite skupine pjega, pa se sjaj zvijezde mijenja za nekoliko desetinki magnitude.

##### FK Comae Berenicis
Te zvijezde rotiraju ekstremno brzo pa su poprimile oblik elipse.

##### BY Draconis
Promjenljivice tipa BY Draconis pripadaju spektralnim razredima K ili M, mijenjaju sjaj s amplitudom manjom od 0,5 magnituda.

#### Magnetska polja

##### Alfa2Canum Venaticorum
Promjenljivice ovog tipa su zvijezde glavnog niza spektralnih razreda B8 – A7 s fluktuacijama sjaja od 0,01 do 0,1 magnituda koje su uzrokovane promjenama u njihovim magnetskim poljima.

##### SX Arietis
Zvijezde iz te skupine pokazuju fluktuacije sjaja od 0,1 magnitude koje su uzrokovane promjenama u njihovim magnetskim poljima zbog vrlo brze rotacije.

##### Optički promjenljivi pulsari
Nekoliko pulsara opaženo je i u vidljivoj svjetlosti, među njima je najpoznatiji pulsar u maglici Rakovica (eng. Crab nebula). Sjaj tih brzo rotirajućih neutronskih zvijezda varira ekstremno brzo, s periodima od nekoliko milisekundi.

### Pomrčinske promjenljivice
Pojedini bliski parovi zvijezda, kod kojih ravnine gibanja zatvaraju vrlo mali kut prema doglednici ili se poklapaju s njom, međusobno se pomračuju pri čemu dolazi do smanjenja ukupnog sjaja sustava. Svjetlosna krivulja pomrčinskog sustava izvor je brojnih podataka o osnovnim elementima dvojnog sustava – o relativnim dimenzijama staze i zvijezda, rasporedu svjetlosti po površini zvijezda te o postojanju plinovite tvari u njihovoj okolici. Jedna od najpoznatijih pomrčinskih zvijezda je Algol, beta Persei.

#### Algol
Pomrčinske promjenljive tipa Algol imaju pomrčine s jednim ili dva minimuma odvojenim razdobljima skoro konstantnog sjaja. Prototip te skupine je Algol u zviježđu Perzeja.

#### Beta Lyrae
Promjenljive tipa beta Lyrae su vrlo bliski dvojni sustavi. Njihova svjetlosna krivulja stalno se mijenja, čineći gotovo nemogućim točno određivanje početka i kraja jednog pomračenja.

#### W Ursae Majoris
Zvijezde iz ove skupine imaju periode kraće od jednog dana. Te su zvijezde toliko međusobno bliske da su im površine skoro u kontaktu.

### Tranziti planeta
Zvijezda koja ima planete pokazuje smanjenje sjaja dok planeti prividno prolaze ispred nje. Tako primjerice planet veličine Jupitera može smanjiti sjaj zvijezde slične Suncu za oko 1 posto u trajanju od nekoliko sati. Takve promjene sjaja mogu se zabilježiti današnjim osjetljivim fotometrima.

## Vanjske poveznice
- The American Association of Variable Star Observers
- General Catalouge of Variable Stars (Opći katalog promjenljivih zvijezda)
- Naputak za vizualna opažanja promjenljivih zvijezda - AP Plominsko Zagorje (na hrvatskom)